# Румен Димитров (лекоатлет)
Румен Димитров е български лекоатлет състезаващ се на троен скок.
Най-доброто му лично постижение на открито е 16,87 m (18 юни 2015 г. в Стара Загора), а на закрито е 16,59 m (31 януари 2016 г. в Братислава).